# Matrilia
Matrilia är ett släkte av skalbaggar. Matrilia ingår i familjen vivlar.
Kladogram enligt Catalogue of Life:
| Matrilia | \| \| Matrilia diversirostris \| \| \| \| \| \| Matrilia longirostris \| \| \| \| |
|          | \| \| Matrilia diversirostris \| \| \| \| \| \| Matrilia longirostris \| \| \| \| |
|          | Matrilia diversirostris                                                           |
|          |                                                                                   |
|          | Matrilia longirostris                                                             |
|          |                                                                                   |